# Fahrhauer
Ein Fahrhauer ist eine Aufsichtsperson im Bergbau,  die in der Regel unter Anleitung eines schichtführenden Steigers in einem Teilbereich des Steigers oder bei Spezialaufgaben Aufsichtsaufgaben tätigt. Sie ist in dieser Aufsichtsfunktion der Vertreter ihres zuständigen Steigers. Fahrhauer haben keine Bergschule absolviert, sie haben ihre Befähigung zur Aufsichtsperson durch eine Prüfung bei der Bergbehörde nachgewiesen. Zum Fahrhauer werden nur erfahrene Hauer bestellt. Es gibt Grubenfahrhauer, Maschinenfahrhauer und Elektrofahrhauer. Fahrhauer sind als Aufsichtspersonen technische Angestellte des Betriebes.

## Geschichte und Hierarchie
Während des Zweiten Weltkrieges kam es im Bergbau zu einem erhöhten Bedarf an Aufsichtspersonen. Dies lag insbesondere daran, dass von den Bergschulen nicht mehr genügend Steiger in den Bergbau kamen. Dadurch bedingt waren auf den einzelnen Bergwerken nicht mehr genügend Aufsichtspersonen vorhanden, um die einzelnen Betriebspunkte gemäß den bergrechtlichen Vorschriften zu befahren. Um diesen Missstand abzumildern, führte das Oberbergamt Bonn während des Krieges als erstes Oberbergamt Ausbildungen für angehende Fahrhauer durch. Später erließ das Oberbergamt Dortmund Richtlinien, wie die innerbetriebliche Ausbildungslehrgänge durchzuführen sind. Von den zuständigen Bergbehörden wurde eindeutig festgelegt, dass für die Beaufsichtigung der Bergleute der zuständige Steiger verantwortlich ist. Fahrhauer sind nur untergeordnete Aufsichtspersonen. Die den jeweiligen Steigern unterstellten Fahrhauer sind zur Unterstützung des jeweiligen Steigers da. Nach einer gewissen Einarbeitungszeit und dadurch bedingt gewonnener Berufserfahrung sind auch höhere Aufsichtsaufgaben für Fahrhauer möglich. Somit können Fahrhauer dann auch selbstständig Aufsichtsaufgaben wahrnehmen.

## Voraussetzungen
Für die Bestellung zum Fahrhauer waren mehrere Voraussetzungen erforderlich. Zum einen musste auf den Bergwerken der Bedarf an Aufsichtspersonen vorhanden sein und über die Bergschule nicht gedeckt werden können. Zum anderen müssen für die Aufsichtstätigkeit geeignete Bewerber vorhanden sein. Die Bewerber müssen voll ausgebildete Hauer sein, die einen Hauerschein erworben hatten. Des Weiteren muss ein Bewerber das 35. Lebensjahr überschritten haben und eine mindestens zehn Jahre lange Berufspraxis im Untertagebetrieb nachweisen können. Eine weitere Voraussetzung ist der erfolgreiche Besuch eines Fahrhauerkurses. Im Steinkohlenbergbau müssen Grubenfahrhauer zudem erfolgreich an einem Ausbildungslehrgang für Schießmeister teilgenommen haben, um als spätere Aufsicht auch Schiessarbeiten beaufsichtigen zu können. Die Bewerber müssen aber nicht nur fachlich, sondern auch körperlich und psychologisch für die Aufsichtstätigkeit geeignet sein. Diese Voraussetzungen werden in der Regel vom Werksarzt überprüft, die psychologische Eignung kann von einem Psychologen geprüft werden. Zudem muss sich ein Bewerber auch beruflich durch seine Leistung und Eignung für diese neue Tätigkeit bewährt haben. Hier werden von den Betrieben insbesondere die Berufskenntnisse und die allgemeine Einstellung zur Arbeit wie z. B. Pünktlichkeit und regelmäßiges Erscheinen zur Arbeit bewertet. Zudem erfolgt noch einen Beurteilung der beruflichen Vorgesetzten. Zwar steht jedem Hauer, der die praktischen Voraussetzungen erfüllt, der Weg zum Fahrhauer offen, doch entscheidet letztendlich der Betrieb, ob ein Bewerber für eine Beförderung zum Fahrhauer infrage kommt. Zudem hat der Betriebsrat noch das Recht auf Anhörung.

## Fahrhauerlehrgang
Die Lehrpläne der jeweiligen Fahrhauerlehrgänge unterscheiden sich in den einzelnen Bergbauregionen nur geringfügig voneinander. Nur bei bestimmten berufsspezifischen Fächern gibt es Unterschiede. Der Fahrhauerlehrgang umfasst in der Regel 30 Doppelstunden. Der Unterricht wird in der Regel vom Ausbildungsleiter des Bergwerks, auf dem der Lehrgang stattfindet, erteilt. Während des Lehrgangs werden den Teilnehmern Kenntnisse über den Aufbau und die Aufgaben der Bergbehörde sowie über die Bergpolizeiverordnungen vermittelt. Des Weiteren werden die Lehrgangsteilnehmer geschult im Umgang mit Vorgesetzten und Untergebenen. Außerdem erhalten die Teilnehmer Einblicke in das Grubenbildwesen und in die Betriebsordnung. Letztendlich werden die Teilnehmer noch in den schriftlichen Betriebsarbeiten und in der Anwendung der ersten Hilfe geschult. Am Ende des Lehrgangs erfolgt eine schriftliche und eine mündliche Prüfung. In diesen Prüfungen müssen die Teilnehmer ihre erworbenen  Kenntnisse unter Beweis stellen. Den Vorsitz der Prüfung führt die zuständige Bergbehörde unter Beisitz jeweils eines Vertreters des zuständigen Betriebsrates und der Betriebsleitung. Nach bestandener Prüfung erhalten die Prüflinge einen Nachweis über die Prüfung und können zur Aufsichtsperson im Sinne des Berggesetzes bestellt werden.